# Maestro della Santa Cecilia

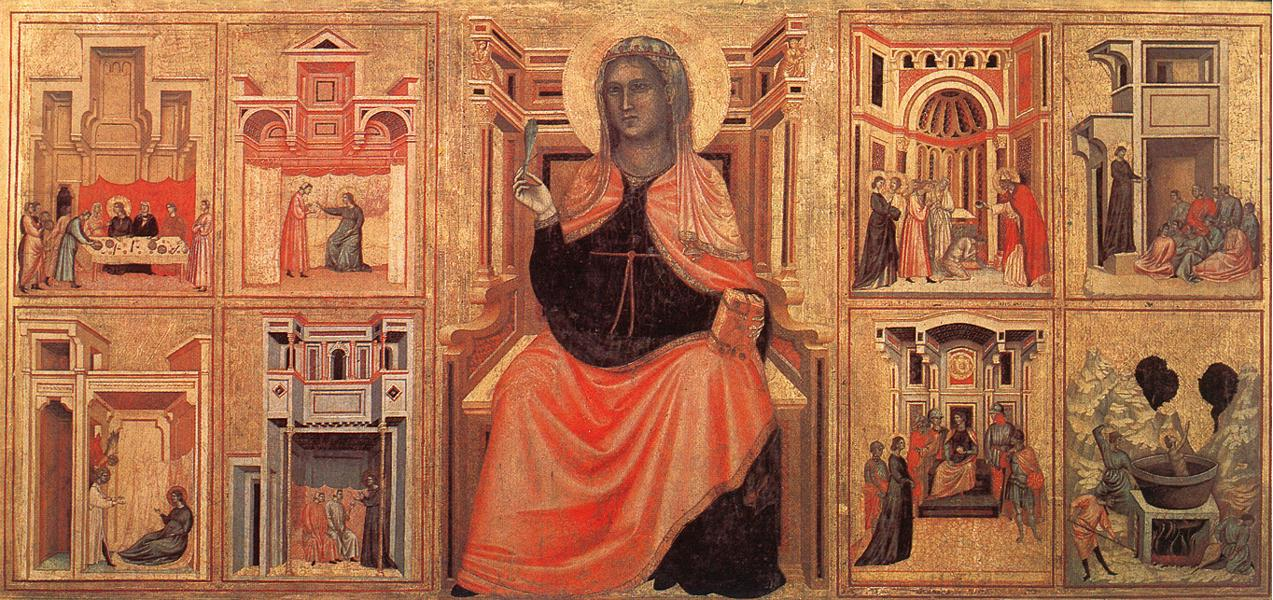
Maestro della Santa Cecilia, Santa Cecilia e storie della sua vita, 1304 circa, Uffizi

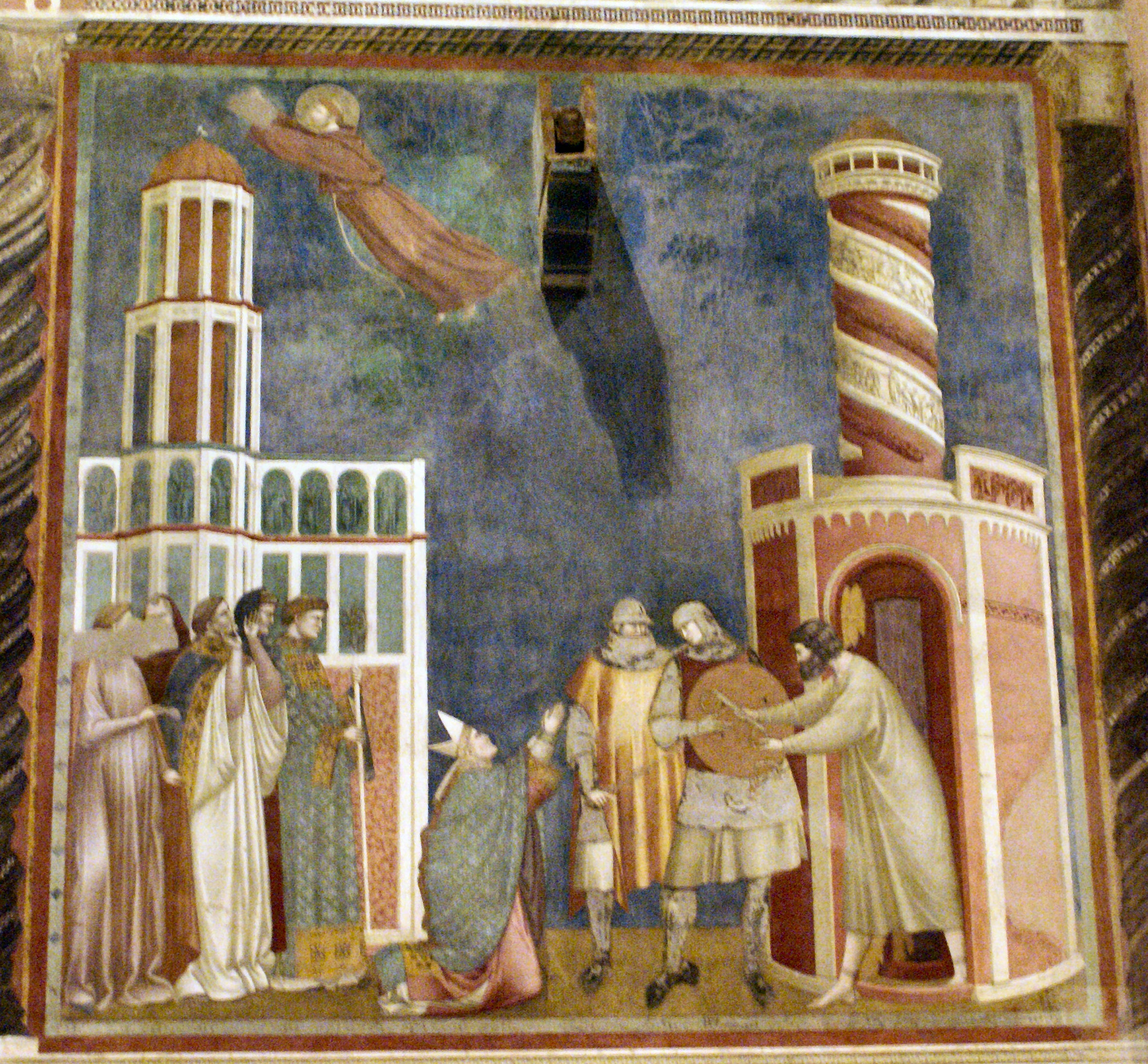
Liberazione dell'Eretico, basilica superiore di Assisi

Il cosiddetto Maestro della Santa Cecilia (fl. XIV secolo) è stato un pittore anonimo italiano, tra le più importanti personalità della scuola giottesca attive a Firenze e, probabilmente, anche ad Assisi nei primi anni del Trecento.

## Stile
Il nome gli è stato assegnato a partire dalla grande tavola (185x85 cm) di Santa Cecilia e storie della sua vita conservata agli Uffizi, che è emblematica del suo stile. Partecipò alle Storie di san Francesco nella Basilica superiore di Assisi, dipingendo gli ultimi tre riquadri su disegno del maestro. La sua personalità artistica, riconosciuta per la prima volta da Cavalcaselle e poi appurata da Frey, dimostra infatti una piena padronanza delle novità di Giotto nel campo delle ambientazioni architettoniche delle scene, tanto da inserire nella pala della Santa Cecilia un gran numero di stanze immaginarie con complessi elementi architettonici (piani sovrapposti, esedre, volte, nicchie, balconi) entro le quali le figure prendono posto con una precisa collocazione spaziale.
I limiti del maestro sono però la realizzazione delle figure umane, che appaiono allungate, stilizzate e convenzionali, legate più alla matrice duecentesca che alla realistica plasticità di Giotto.
Frey propose anche di identificarlo col misterioso Stefano Fiorentino, un'ipotesi però priva di agganci documentabili.

## Opere
A questo maestro vengono attribuite varie opere:
- Conclusione delle Storie di San Francesco nella Basilica superiore di Assisi (in particolare l'Omaggio dell'uomo semplice, la Guarigione dell'uomo di Lleida, la Confessione della donna resuscitata e la scena di San Francesco libera l'eretico Pietro di Alife)
- Madonna col Bambino, 1290-1295 circa, tavola, Getty Museum, Los Angeles
- Santa Cecilia e storie della sua vita, Uffizi, Firenze
- Frammenti di affreschi nella Cappella Rucellai in Santa Maria Novella, Firenze
- Madonna col Bambino in trono alla Galleria dell'Accademia, Firenze
- Santa Margherita e storie della sua vita, chiesa di Santa Margherita a Montici, Firenze
- Madonna col Bambino, chiesa di Santa Margherita a Montici, Firenze
- Madonna delle Grazie, oratorio di Santa Maria delle Grazie, Firenze
- San Pietro in cattedra (1307), chiesa dei Santi Simone e Giuda, Firenze
- Madonna in trono e i santi Lorenzo e Stefano (opera di bottega), chiesa di San Michele a Castello, Firenze
- Cappella di San Jacopo, Badia a Settimo, Scandicci